# Золотая медаль имени И. М. Сеченова
Золотая медаль имени И. М. Сеченова — медаль, присуждаемая с 1992 года Российской академией наук. Присуждается Отделением физиологии за крупные теоретические работы в области физиологии.

Премия названа в честь русского физиолога и просветителя, учёного-энциклопедиста И. М. Сеченова.

Внешний вид медали
Обратная сторона медали

## Награждённые медалью
- 1992 — доктор биологических наук Владимир Сергеевич Русинов — за цикл работ, посвященных изучению роли доминирующих очагов возбуждения в формировании сложной интегративной деятельности мозга
- 1994 — член-корреспондент РАН Яков Абрамович Альтман — за цикл работ «Нейрофизиологические механизмы локализации звука»
- 1999 — академик РАН Павел Васильевич Симонов — за совокупность работ по потребностно-информационной теории высшей нервной деятельности (поведения) человека и животных
- 2004 — академик РАН Михаил Аркадьевич Островский — за цикл работ по механизмам фоторецепции
- 2005 — академик РАН Алексей Глебович Одинец — за лучшую работу в области физиологии
- 2009 — академик РАН Платон Григорьевич Костюк — за цикл работ «Кальциевая сигнализация в нервной клетке»
- 2014 — академик РАН Анатолий Иванович Григорьев — за цикл научных работ «Влияние факторов космического полета на функциональное состояние основных физиологических систем человека»
- 2019 — академик РАН Михаил Вениаминович Угрюмов — за цикл работ «Исследование роли мозга в нервной и нейроэндокринной регуляциях в онтогенезе и при нейродегенеративных заболеваниях»
- 2024 — член-корреспондент РАН Станислав Сергеевич Колесников — за цикл работ «Механизмы электрогенеза и трансдукции в сенсорных клетках»